# Pseudobiceros
Pseudobiceros is een geslacht van platworm (Platyhelminthes) uit de familie van de Pseudocerotidae. De wetenschappelijke naam van het geslacht werd voor het eerst geldig gepubliceerd in 1884 door Faubel.

## Soorten
- Pseudobiceros apricus Newman & Cannon, 1994
- Pseudobiceros bajae (Hyman, 1953)
- Pseudobiceros bedfordi (Laidlaw, 1903)
- Pseudobiceros brogani Newman & Cannon, 1997
- Pseudobiceros caribbensis Bolanos, Quiroga & Litvaitis, 2007
- Pseudobiceros cinereus (Palombi, 1931)
- Pseudobiceros damawan Newman & Cannon, 1994
- Pseudobiceros dendriticus (Prudhoe, 1989)
- Pseudobiceros flavocanthus Newman & Cannon, 1994
- Pseudobiceros flavolineatus (Prudhoe, 1989)
- Pseudobiceros flowersi Newman & Cannon, 1997
- Pseudobiceros fulgor Newman & Cannon, 1994
- Pseudobiceros fulvogriseus (Hyman, 1959)
- Pseudobiceros gardinieri (Laidlaw, 1902)
- Pseudobiceros gloriosus Newman & Cannon, 1994
- Pseudobiceros gratus (Kato, 1937)
- Pseudobiceros hancockanus (Collingwood, 1876)
- Pseudobiceros izuensis (Kato, 1944)
- Pseudobiceros kryptos Newman & Cannon, 1997
- Pseudobiceros mikros Newman & Cannon, 1997
- Pseudobiceros miniatus (Schmarda, 1859)
- Pseudobiceros murinus Newman & Cannon, 1997
- Pseudobiceros nigromarginatus (Yeri & Kaburaki, 1918)
- Pseudobiceros pardalis (Verrill, 1900)
- Pseudobiceros philippinensis (Kaburaki, 1923)
- Pseudobiceros rubrocinctus (Schmarda, 1859)
- Pseudobiceros schmardae Faubel, 1984
- Pseudobiceros sharroni Newman & Cannon, 1997
- Pseudobiceros splendidus (Lang, 1884)
- Pseudobiceros stellae Newman & Cannon, 1994
- Pseudobiceros undulatus (Kelaart, 1858)
- Pseudobiceros uniarborensis Newman & Cannon, 1994
- Pseudobiceros viridis (Kelaart, 1858)
- Pseudobiceros wirtzi Bahia & Schroedl, 2016

### Synoniemen
- Pseudobiceros cincereus (Palombi, 1931) => Pseudoceros cinereus Palombi, 1931 => Pseudobiceros cinereus (Palombi, 1931)
- Pseudobiceros evelinae (Marcus, 1950) => Pseudobiceros splendidus (Lang, 1884)
- Pseudobiceros ferrugineus (Hyman, 1959) => Pseudoceros ferrugineus Hyman, 1959
- Pseudobiceros flavomarginatus (Laidlaw, 1902) => Pseudoceros flavomarginatus Laidlaw, 1902
- Pseudobiceros gardineri (Laidlaw, 1902) => Pseudobiceros gardinieri (Laidlaw, 1902)
- Pseudobiceros hymanae Newman & Cannon, 1997 => Pseudobiceros splendidus (Lang, 1884)
- Pseudobiceros micronesianus (Hyman, 1955) => Pseudobiceros bedfordi (Laidlaw, 1903)
- Pseudobiceros periculosus Newman & Cannon, 1994 => Pseudobiceros splendidus (Lang, 1884)
- Pseudobiceros strigosus (Marcus, 1950) => Pseudobiceros gratus (Kato, 1937)